# Andriejewka (obwód tomski)
Andriejewka (ros. Андреевка) – wieś w Rosji, w Obwodzie Tomskim, w Rejonie Czaińskim. Jest ona położona około 4 kilometry od lewego brzegu rzeki Czaja. W 2015 roku we wsi mieszkało 15 osób.